# Дарси и Стејси
Дарси и Стејси (енгл. Darcey & Stacey) америчка је ријалити-телевизијска емисија коју приказује TLC од 16. августа 2020. године. У њој учествују звезде Веридбе од 90 дана: Пре 90 дана и близнакиње Дарси Силва и Стејси Силва. Документује њихов породични живот, љубав и везе у Мидлтауну у Конектикату. Дарси и Стејси: Унутар епизоде показује тренутке из епизоде „иза камере”.
У октобру 2020. године TV Fanatic најавио је другу сезону након великог успеха прве. Друга сезона је премијерно почела са приказивањем 19. јула 2021. Трећа сезона је премијерно приказана 10. јануара 2022. године, а четврта 23. јануара 2023.

## Преглед
је 29. јуна 2020. године објавио да Дарси Силва и њена сестра близнакиња Стејси добијају свој ријалити-шоу под називом Дарси и Стејси. Сестре и њихова породица појавили су се у ексклузивном интервјуу у ком су најавиле своју нову емисију. Двоминутна најава серије објављена је 21. јула 2020.
Дарси Силва, са својом сестром Стејси, учествовала је у Веридби од 90 дана: Пре 90 дана, током четири сезоне између 2017. и 2020. У оквиру ове емисије документоване су Дарсине везе са Џесом и касније Томом, али су се обе везе завршиле. Дарси и Стејси живе у истој кући са својом децом, а развеле су се од својих бивших мужева на исти дан.

## Радња
Серија прати животе једнојајчаних близнакиња Дарси и Стејси Силве у Мидлтауну, Конектикат. Стејси има два сина тинејџера а Дарси две ћерке тинејџерке, Анико и Аспен, које се могу видети у серији. Често се појављују и други чланови њихове породице, као на пример разведени родитељи од близнакиња, Мајк и Ненси. Фокус серије је на Стејсиној петогодишњој вези са њеним албанским вереником Флоријаном и Дарсином новом бугарском дечку, Георгију. Флоријан је успео да добије К-1 визу и нашао се са Стејси у Њујорку. Флоријан се суочава са оптужбама да је преварио Стејси, када се на интернету појаве слике њега са другом женом. Дарси и њен нови дечко Георги су почели да се дописују преко интернета, а затим су се и упознали у Мајамију. Дарси објашњава како је Георги масер из Бугарске, али живи у Арлингтону у Вирџинији. Дарси и Георги се расправљају јер она сумња да Георги има дете за које она не зна.
У другој сезони, Дарси има проблема са Георгијем након што сазнаје да је он посећивао сајтове на којима се налазе спонзори. Дарси је такође повређена зато што је Георги контактирао њеног бившег дечка Џеса. На крају сезоне близнакиње путују у Турску како би урадиле пластичне операције и Дарси раскида са Георгијем. У најави треће сезоне, Дарсина ћерка Анико се такмичи на избору за мис док близнакиње промовишу своју линију одеће.

## Улоге

### Главне
- Дарси Силва, телевизијска личност и сувласница модне линије  заједно са Стејси. Дарси је била верена за масера Георгија и има две ћерке из претходног брака.
- Стејси Силва, телевизијска личност и сувласница модне линије  заједно са Дарси. Стејси је удата за модела Флоријана Сукаја и има два сина из претходног брака.

### Споредне
- Мајк Силва, Дарсин и Стејсин отац.
- Ненси Силва, Дарсина и Стејсина мајка, разведена од Мајка.
- Анико Булок, Дарсина ћерка.
- Аспен Булок, Дарсина ћерка.
- Флоријан Сукај, Стејсин вереник од пет година, ком је одобрена К-1 виза.
- Георги Русев, Дарсин нови бугарски дечко. Џорџи има тридесет и две године, бави се моделингом и масирањем и живи у Арлингтону, Вирџинија.

## Епизоде
| Сезона | Сезона | Епизоде | Епизоде | Оригинално емитовање | Оригинално емитовање |
| Сезона | Сезона | Епизоде | Епизоде | Премијера            | Финале               |
| ------ | ------ | ------- | ------- | -------------------- | -------------------- |
|        | 1.     | 10      | 10      | 16. август 2020.     | 18. октобар 2020.    |
|        | 2.     | 11      | 11      | 19. јул 2021.        | 27. септембар 2021.  |
|        | 3.     | 9       | 9       | 10. јануар 2022.     | 7. март 2022.        |
|        | 4.     | 13      | 13      | 23. јануар 2023.     | 10. април 2023.      |